# Henflingen
Henflingen korábbi község Franciaországban, Haut-Rhin megyében. Lakosainak száma 206 fő (2018. január 1.). Henflingen Grentzingen, Bettendorf és Willer községekkel határos.
2016. január 1-jén Oberdorf és Grentzingen korábbi községgel egyesült és az így létrejött Illtal új község része lett.

## Népesség
A település népességének változása:
| Lakosok száma | 126  | 116  | 121  | 130  | 135  | 193  | 210  | 222  | 226  | 206  |
|               | 1962 | 1968 | 1975 | 1982 | 1990 | 2008 | 2013 | 2015 | 2017 | 2018 |